# ایران در المپیک تابستانی ۲۰۰۰
ایران در بازی‌های المپیک تابستانی ۲۰۰۰ که در سیدنی استرالیا برگزار شد با ۳۵ ورزشکار در ۱۲ رشته ورزشی شرکت نمود و موفق به کسب ۴ مدال و رتبه بیست‌وهفتم در جدول مدال‌ها شد.

## رشته‌ها و تعداد شرکت‌کنندگان
| ورزش             | مردان | زنان | مجموع |
| ---------------- | ----- | ---- | ----- |
| شنا              | ۱     |      | ۱     |
| دوومیدانی        | ۱     |      | ۱     |
| مشت‌زنی           | ۵     |      | ۵     |
| قایقرانی         | ۱     |      | ۱     |
| دوچرخه‌سواری جاده | ۲     |      | ۲     |
| اسب‌سواری         | ۱     |      | ۱     |
| جودو             | ۳     |      | ۳     |
| تیراندازی        |       | ۱    | ۱     |
| تنیس روی میز     | ۱     |      | ۱     |
| تکواندو          | ۲     |      | ۲     |
| وزنه‌برداری       | ۶     |      | ۶     |
| کشتی             | ۱۱    |      | ۱۱    |
| مجموع            | ۳۴    | ۱    | ۳۵    |

## مدال‌ها

### جدول مدال‌ها
| رشته       | طلا | نقره | برنز | مجموع |
| ---------- | --- | ---- | ---- | ----- |
| تکواندو    |     |      | ۱    | ۱     |
| وزنه‌برداری | ۲   |      |      | ۲     |
| کشتی       | ۱   |      |      | ۱     |
| مجموع      | ۳   |      | ۱    | ۴     |

### مدال‌آوران
| مدال | نام          | رشته       | مسابقه                |
| ---- | ------------ | ---------- | --------------------- |
| طلا  | حسین توکلی   | وزنه‌برداری | ۱۰۵ کیلوگرم مردان     |
| طلا  | حسین رضازاده | وزنه‌برداری | +۱۰۵ کیلوگرم مردان    |
| طلا  | علیرضا دبیر  | کشتی       | ۵۸ کیلوگرم آزاد مردان |
| برنز | هادی ساعی    | تکواندو    | ۶۸ کیلوگرم مردان      |